# Mary Beth Edelson
Mary Beth Edelson (ur. 6 lutego 1933 w East Chicago, zm. 20 kwietnia 2021) – ilustratorka, malarka, fotograficzka, performerka i pisarka z USA, jedna z pionierek sztuki feministycznej.

## Życiorys
Urodziła się 6 lutego 1933 r. w East Chicago jako Mary Elizabeth Johnson. Była córką dentysty Alberta Melvina Johnsona i gospodyni domowej Mary Lou Young Johnson. Od młodości wykazywała zainteresowanie sztuką. W 1947 r. zaczęła uczęszczać na sobotnie kursy sztuki w Art Institute of Chicago, a rodzice zrobili jej domową pracownię w dawnej piwniczce na węgiel. W Washington High School malowała i była ilustratorką rocznika szkolnego. W 1955 r. ukończyła studia artystyczne na DePaul University w Indianie i w tym samym roku poślubiła kolegę ze studiów Richarda Snydera, z którym przeniosła się na Florydę. Małżeństwo rozpadło się po pół roku.
Następnie wyjechała na studia magisterskie na New York University, uzyskując dyplom w 1958 r. Po ślubie z prawnikiem Jeromem Straussem przeniosła się do Indianapolis, gdzie malowała i uczyła w szkole artystycznej. Z tego małżeństwa miała córkę, ale związek zakończył się rozwodem w 1964 r. Poślubiła następnie Alfreda Edelsona, z którym miała syna. W 1968 r. przeniosła się z rodziną do Waszyngtonu, gdzie rozwijała karierę artystyczną. Towarzyszyło temu zwiększanie zaangażowania w aktywizm społeczny.
Inspirowała się Henri Matissem, Paulem Cézannem i Édouardem Manetem. W 1968 r. założyła pierwszy w Waszyngtonie w kraju Kongres Kobiet w Sztukach Wizualnych. Był to efekt buntu przeciwko działaniu Corcoran Gallery of Art, która przygotowała wystawę prac wyłącznie mężczyzn. Jedną z jej prac z tego okresu jest kolaż, odtwarzający Ostatnią Wieczerzę Leonarda da Vinci, przy czym twarze postaci zastąpiła twarzami współczesnych artystek, m.in. Georgia O’Keeffe (pojawiająca się w roli Jezusa) i Yoko Ono.
W tym okresie ponownie rozwiodła się i nawiązała trwającą 27 lat relację z Robertem Stackhousem, a także straciła opiekę nad córką na rzecz drugiego męża. Powróciła do nowego Jorku i w 1975 r. zamieszkała w SoHo, angażując się w feministyczną sferę kulturalną, m.in. dołączając do żeńskiej kooperatywy A.I.R. Gallery i wchodząc do kręgu założycieli kolektywu Heresies, który od 1977 r. wydawał czasopismo. W kolejnej, bardziej kontrrewolucyjnej dekadzie, znajdowała się na marginesie sztuki głównego nurtu.
W 1994 r. ponownie zwróciła uwagę na swoją sztukę projektem Combat Zone (1994 r.) poświęconym przemocy domowej, wykonała m.in. posąg Lorena Bobbitt jako hinduistycznej bogini Kali. W tym okresie pięć jej prac znalazło się na wystawie WACK! i zostało zakupionych przez MoMA.
Zmarła 20 kwietnia 2021 r. w Ocean Grove z powodu zaawansowanej choroby Alzheimera.